# Gouvernement Szydło
IIIe République de Pologne
Kopacz Morawiecki I
Le gouvernement Szydło (en polonais : Rząd Beaty Szydło) est le gouvernement de la république de Pologne entre le 16 novembre 2015 et le 11 novembre 2017, durant la huitième législature de la Diète et la neuvième législature du Sénat.

## Historique du mandat
Dirigé par la nouvelle présidente du Conseil des ministres conservatrice Beata Szydło, ce gouvernement est constitué et soutenu par Droit et justice (PiS), Pologne solidaire (SP) et La Pologne ensemble (PR). Ensemble, ils disposent de 235 députés sur 460, soit 51,1 % des sièges de la Diète, et de 62 sénateurs sur 100.
Il est formé à la suite des élections parlementaires du 25 octobre 2015. Il succède ainsi au gouvernement de la présidente du Conseil des ministres libérale Ewa Kopacz, constitué et soutenu par la Plate-forme civique (PO) et le Parti paysan polonais (PSL).

### Formation
Au cours du scrutin, le PiS et ses deux alliés remportent 37,6 % des suffrages exprimés, contre 24,1 % à la PO et 5,1 % au PSL, ce qui ne leur laisse que 154 députés et 35 sénateurs. L'incapacité de la coalition sociale-démocrate à franchir le seuil électoral requis entraîne l'octroi de la majorité absolue de la Diète à la droite conservatrice. Dès le 9 novembre, Szydło présente la composition du futur cabinet à la presse, aux côtés du président de PiS Jarosław Kaczyński.
Le 12 novembre, Kopacz remet sa démission au président de la République Andrzej Duda. Le lendemain, il charge Szydło de former le nouvel exécutif. Celui-ci est présenté au chef de l'État et assermenté le 16 novembre,. Il compte désormais vingt-trois ministres, dont cinq ministres sans portefeuille. Sont créés le ministère du Développement, à partir du ministère de l'Économie et du ministère des Infrastructures et du Développement, et le ministère de l'Économie maritime, tandis que le ministère de l'Intérieur retrouve ses compétences sur la fonction publique. Six anciens ministres font leur retour au cabinet, dont Jarosław Gowin, ancien ministre de la Justice du libéral Donald Tusk.
Le 19 novembre, l'exécutif remporte le vote de confiance à la Diète par 238 voix pour, 202 contre et 16 abstentions.

## Composition
| Poste | Titulaire | Titulaire                                                                        | Parti            |
| --- | --------- | -------------------------------------------------------------------------------- | ---------------- |
| Présidente du Conseil des ministres |           | Beata Szydło                                                                     | PiS              |
| Vice-président du Conseil des ministres Ministre de la Culture et du Patrimoine national                                                                |           | Piotr Gliński                                                                    | PiS              |
| Vice-président du Conseil des ministres Ministre de la Science et de l'Enseignement supérieur                                                           |           | Jarosław Gowin                                                                   | PR puis Alliance |
| Vice-président du Conseil des ministres Ministre du Développement                                                                                       |           | Mateusz Morawiecki                                                               | PiS              |
| Ministre des Infrastructures et des Travaux publics |           | Andrzej Adamczyk                                                                 | PiS              |
| Ministre des Sports et du Tourisme |           | Witold Bańka                                                                     | Sans             |
| Ministre de l'Intérieur et de l'Administration |           | Mariusz Błaszczak                                                                | PiS              |
| Ministre de l'Économie maritime et des Voies navigables                                                                                                 |           | Marek Gróbarczyk                                                                 | PiS              |
| Ministre du Trésor d'État (dissous le 31/12/2016) |           | Dawid Jackiewicz (jusqu'au 15/09/2016) Henryk Kowalczyk (à partir du 21/09/2016) | PiS              |
| Ministre de l'Agriculture et du Développement rural |           | Krzysztof Jurgiel                                                                | PiS              |
| Ministre de la Défense nationale |           | Antoni Macierewicz                                                               | PiS              |
| Ministre de la Santé |           | Konstanty Radziwiłł                                                              | PiS              |
| Ministre de la Famille, du Travail et de la Politique sociale                                                                                           |           | Elżbieta Rafalska                                                                | PiS              |
| Ministre du Numérique |           | Anna Streżyńska                                                                  | Sans             |
| Ministre des Finances |           | Paweł Szałamacha (jusqu'au 28/09/2016)                                           | Sans             |
| Ministre des Finances |           | Mateusz Morawiecki                                                               | PiS              |
| Ministre de l'Environnement |           | Jan Szyszko                                                                      | PiS              |
| Ministre sans portefeuille Ministre de l'Énergie (01/12/2015)                                                                                           |           | Krzysztof Tchórzewski                                                            | PiS              |
| Ministre des Affaires étrangères |           | Witold Waszczykowski                                                             | PiS              |
| Ministre de l'Éducation nationale |           | Anna Zalewska                                                                    | PiS              |
| Ministre de la Justice |           | Zbigniew Ziobro                                                                  | SP               |
| Ministre sans portefeuille Coordonnateur des services secrets                                                                                           |           | Mariusz Kamiński                                                                 | PiS              |
| Ministre sans portefeuille Directrice de la chancellerie de la présidente du Conseil des ministres                                                      |           | Beata Kempa                                                                      | SP               |
| Ministre sans portefeuille Président du comité permanent du gouvernement                                                                                |           | Henryk Kowalczyk                                                                 | PiS              |
| Ministre sans portefeuille Directrice du cabinet politique de la présidente du Conseil des ministres Porte-parole du gouvernement (jusqu'au 08/01/2016) |           | Elżbieta Witek                                                                   | PiS              |